# 陳震 (成化戊戌進士)
陳震，字大亨，浙江杭州前衛人，軍籍，明朝政治人物。進士出身。

## 生平
早年出身國子生，成化元年（1465年）舉乙酉科浙江鄉試第二十一名。成化十四年（1478年）戊戌科會試第五十名，殿試登進士第二甲第五十一名。官至給事中。

## 家族
曾祖父陳德、祖父陳顯、父亲陳善。